# حليمة أحمد
حليمة أحمد، هي ناشطة سياسية صومالية.

## الحياة الشخصية
ولدت في الصومال، وحصلت على شهادة البكالوريوس في الآداب في العلاقات الدولية من كلية جنيف للدبلوماسية في جنيف، سويسرا.

## السيرة المهنية
بدأت حليمة مشوارها المهني في مركز تأهيل الشباب في مقديشيو- عاصمة الصومال؛ حيث كانت تقوم برعاية المتمردين الذين انشقوا للانضمام إلى الحكومة الصومالية.
ثم أصبحت بعد ذلك مرشحةً محتملةً في البرلمان الاتحادي الجديد للصومال،  الذي افتُتِح في أغسطس 2012.